# Insurance Newsweek
Insurance Newsweek war eine Versicherungszeitschrift aus den USA.
Sie wurde im Jahr 1899 gegründet und beschäftigte sich mit Versicherungsfragen und den verschiedenen Versicherungszweigen und darüber hinaus mit den größten Unternehmen der Welt.